# Riflettore neutronico
Un riflettore neutronico è un materiale con caratteristiche fisiche che lo rendono adatto a riflettere i neutroni mediante urti elastici consecutivi. Si definiscono riflettori anche le strutture, presenti nei reattori nucleari a fissione, che mirano a ridurre le fughe dei neutroni mediante la loro riflessione. 
Avendo l'obiettivo di massimizzare la frazione di neutroni respinti, i materiali riflettori devono avere una bassa sezione d'urto neutronica di cattura e una elevata sezione d'urto di scattering elastico. Alcuni materiali riflettori sono il berillio, il carburo di tungsteno, alcuni acciai.
Un riflettore può aumentare il tasso di fissioni nucleari in una massa critica o supercritica o rendere critica una massa di materiale fissile altrimenti sottocritica. Un esempio di quest'ultimo caso è il cosiddetto Demon core, una sfera sottocritica di plutonio che divenne critica in due tragici incidenti causati da un momentaneo eccesso di materiale riflettente sulla superficie.

## Reattori nucleari
La massa critica di un reattore alimentato ad uranio e moderato con grafite, può essere ridotta significativamente se il nocciolo è circondato da un ulteriore strato di grafite: in una tale configurazione molti neutroni diretti verso l'esterno del nocciolo (e che quindi verrebbero persi) vengono reindirizzati verso l'interno del reattore, aumentandone la reattività.
Al fine di avere una durata di vita di 30 anni, il design di un reattore nucleare SSTAR prevede un riflettore di neutroni semovente che circondi la colonna di combustibile. Il lento movimento verso il basso del riflettore rispetto alla colonna, provocherebbe un bruciamento progressivo del combustibile dall'alto verso il basso.
Un riflettore costituito da materiale leggero come grafite o berillio, svolge anche la funzione di moderatore di neutroni, dato che l'energia cinetica persa ad ogni urto elastico è elevata; al contrario, un materiale pesante come il piombo o piombo-bismuto eutettico ha un effetto minore sulla velocità dei neutroni.